# When the Morning Comes (Marit Larsen)
When the Morning Comes è il quarto album in studio della cantante norvegese Marit Larsen, pubblicato il 20 ottobre 2014 in Norvegia.
Il 27 marzo 2015 l'album è stato pubblicato in Germania, Svizzera e Austria, mentre il 29 gennaio 2016 è stato pubblicato negli Stati Uniti.

## Tracce
1. Please Don't Fall for Me – 3:14 (Marit Larsen, Tofer Brown)
2. Faith & Science – 3:18 (Larsen, Seth Jones)
3. I'd Do It All Again – 3:18 (Larsen, Brown)
4. I Don't Want to Talk About It – 3:21 (Larsen, Greg Holden)
5. Shine On (Little Diamond) – 3:27 (Larsen, Brown)
6. Before You Fell – 4:17 (Larsen, Brown)
7. Lean On Me, Lisa – 3:14 (Larsen, Phillip LaRue)
8. Traveling Alone – 2:32 (Larsen, Jones)
9. Consider This – 4:23 (Larsen, Jones)
10. When the Morning Comes – 3:31 (Larsen, Brown)

- Tracce Bonus Edizione Deluxe (Germania)

1. I Don't Want to Talk About It (Live & Acoustic @ Filtr Sessions) – 3:09 (Larsen, Holden)
2. Shine On (Little Diamond) (Live & Acoustic @ Filtr Sessions) – 3:05 (Larsen, Brown)
3. When the Morning Comes (Live & Acoustic @ Filtr Sessions) – 2:57 (Larsen, Brown)
4. If a Song Could Get Me You (Live & Acoustic @ Filtr Sessions) – 3:18 (Larsen, Kåre Vestrheim)
5. I Love You Always Forever (Live & Acoustic @ Filtr Sessions) – 3:28 (Donna Lewis)
6. I Don't Want to Talk About It (Achtabahn Radio Mix) – 3:01 (Larsen, Holden)